# Barthélemy Verboeckhoven
Barthélemy Verboeckhoven (Brussel, 28 februari 1759 – aldaar, 22 september 1840) was een Belgisch eclectisch beeldhouwer en bovendien de stamvader van een heuse kunstenaarsdynastie.

## Genealogie
Hij was de natuurlijke zoon van Philippe Verboeckhoven, generaal van de genie in Oostenrijkse dienst, en van Isabelle Welders. Zijn moeder huwde in 1769 met advocaat François Fiquaert († 1770) die nog korte tijd instond voor Verboeckhovens onderhoud en opvoeding.
Barthélemy Verboeckhoven huwde in 1792 op een onbekende plaats met Jeanne Thérèse Six uit Waasten. Zij hadden vijf kinderen o.a. Julienne (°Waasten, 1793), Eugène Joseph (Waasten, 1798-1881) en Charles-Louis (Waasten, 1802-1889), beiden kunstschilders, Napoléon (°Bergen, 1810).
Hij gebruikte soms de familienaam Fiquaert (varianten: Fickaert en Fikaert)

## Levensloop
De levensloop van Barhélemy Verboeckhoven, hoewel zonder spectaculaire gebeurtenissen, biedt toch een bont en gevarieerd, zelfs verwarrend beeld. De belangrijkste bron voor de biografie van Verboeckhoven is ongetwijfeld een paragraaf in het in 1868 verschenen boek van A. Legeal, Recherches historiques sur les manufactures de fayence et de porcelaine de Valenciennes. Verboeckhoven was immers een tijdlang in een porseleinfabriek van die stad tewerkgesteld en het is goed mogelijk dat Legeal zijn bijzonder gedetailleerde informatie nog uit de eerste hand had.
Verboeckhoven was zowat de kunstenaar-bohemien avant la lettre: de man die nergens lang bleef wonen, om den brode van stad naar stad trok, naast successen ook armoede en onzekerheid kende.
Verboeckhoven was in de leer geweest bij beeldhouwer S. Duray in Brussel en deed ook studies aan de Academie van Antwerpen. Hij nam deel aan de "Romeprijs voor beeldhouwkunst", die hij, ondanks tegenwerking, won. In Brussel was hij de winnaar van een wedstrijd gekoppeld aan een reisbeurs, bedoeld voor een verblijf in Rome (te vergelijken met de latere Romeprijs). Hem viel daarbij een officieel eerbetoon te beurt.
Hij verbleef eerst in Parijs, werkte aanvankelijk in het atelier van Jean Simeon of Jules-Antoine Rousseau. Verboeckhoven vervolgde zijn opleiding aan de École Royale en voleindigde ze bij Augustin Pajou. Daarna reisde hij naar Zwitserland, Tirol, Italië en Spanje. Details daaromtrent zijn niet bekend. Op de terugweg naar België geraakte hij in Valenciennes wegens ontstentenis van een paspoort in moeilijkheden en werd voor korte tijd aangehouden. Terwijl hij er wachtte op de nodige documenten van het Brusselse stadsbestuur, nam hij het besluit zich in Valenciennes te vestigen. Hij trad als modelleur in dienst van de porseleinfabriek Lomoninary & Fauquez.

## Lomoninary & Fauquez
Volgende modellen voor de porseleinfabriek staan op zijn naam: "Kruisafneming" (biscuitgroep bestaande uit 7 personages) (een exemplaar van die groep werd door Lomoninary aan Lodewijk XVI geschonken); - "Caritas over vier kinderen wakend"; - "Winter"; - "Aeneas, Anchises dragend"; - "Venus op de golven"; - "Buste"; - "Jacht op everzwijnen"; - "Everzwijn aangevallen door honden"; - "Stier aangevallen door honden"; - "Rustende hond"; - "Hond met een haas"; - "Hond met een patrijs"; - "Drie kinderen met een hond spelend"; - "Hert"; - "Hercules Farnese" (beeld in terracotta, 192 cm hoog).

## Waasten
Verboeckhoven leerde omstreeks 1792 in Waasten zijn toekomstige vrouw Jeanne Thérèse Six kennen. Volgens familieoverlevering was het liefde op het eerste gezicht. Het huwelijk werd echter niet in haar woonplaats Waasten afgesloten, voor zover is na te gaan.
Aan de kinderen Eugène Joseph en Charles Louis – later beiden kunstschilders – gaf Verboeckhoven de vroegste kunstopleiding. Tijdens het Napoleontische tijdvak ging Verboeckhoven opnieuw in Valenciennes wonen (ca. 1804-1807), waar nog twee kinderen werden geboren (december 1804 en januari 1807), daarna verhuisde hij naar Bergen, waar in 1810 een zoon Napoléon ter wereld kwam.

## Gent
Vanaf 1815 verbleef hij in Gent in het huis het 'Spaansch Kasteel'. Het gezin kende er erge armoede. Daar sloot Verboeckhoven vriendschapsbanden met een lokale beeldhouwer, Albert Joseph Voituron (1787-1847), die zich over de talentvolle zoon Eugène Joseph ontfermde. Voituron gaf hem les en werd zijn eerste weldoener-mecenas.

## Brussel
In 1827 vestigde Verboeckhoven zich met zijn gezin in de Terarkenstraat in Brussel. Zijn zonen Eugène Joseph en Charles Louis begonnen ernstig naam als kunstschilders te maken, de ene als dierenschilder, de andere penseelde zeegezichten.
Hijzelf nam onder de naam Fickaert nog deel aan de Salons 1828, 1829 en 1832 in Valenciennes met telkens 4 terracotta's met -merkwaardig genoeg- telkens dezelfde titels : "Hond en konijn", "Hond en patrijs", "Venus et les Amours", "Aeneas zijn vader Anchises dragend en zijn zoon Ascanio leidend". Hij was ook vertegenwoordigd in het Salon 1830 in Brussel met een sculptuur "Milon van Croton".
Omstreeks 1832 was Verboeckhoven terug in Valenciennes waar hij werkte in een speelgoedfabriek. Nadien keerde hij voorgoed naar Brussel terug.

## Situering
Barthélemy Verboeckhoven was een beeldhouwer die in de geest van het neoclassicisme werkte. Men kan hem vergelijken met Karel Frans van Poucke, Pierre François Leroy, Gillis Lambert Godecharle, François Joseph Janssens, Jan Frans van Geel e.a. Hij kende een carrière die duidelijk sputterde en genoot echter nooit de faam van zijn genoemde tijdgenoten.

## Musea
- Voor de Eerste Wereldoorlog bezat het Museum van Kortrijk een terracotta van Verboeckhoven voorstellende "Minerva".
- Musée des Beaux Arts, Valenciennes

- Biografisch Portaal: 95876313
- RKD-Nederlands Instituut voor Kunstgeschiedenis: 306721